# Sulfid inditý
Sulfid inditý je anorganická sloučenina se vzorcem In2S3. Jedná se o první sloučeninu india, která kdy byla popsána, poprvé byla tato sloučenina popsána roku 1863, kdy bylo také objeveno indium izolací ze sraženiny sulfidu.

## Struktura
Jsou známy tři různé polymorfní struktury In2S3: žlutý α–In2S3 má krychlovou strukturu, červený β–In2S3 čtverečnou strukturu (a je diamagnetický) a struktura γ–In2S3 je vrstevnatá. β modifikace je považována za nejstabilnější modifikaci při pokojové teplotě, přestože v závislosti na způsobu výroby může být přítomna i α modifikace.
Sulfid inditý je, stejně jako podobné kovalentní sloučeniny, nerozpustný ve většině rozpouštědel. Je napadán kyselinami a sulfidy a je mírně rozpustný v roztoku Na2S.

## Výroba
Tradičně se In2S3 připravoval přímou kombinací prvků.
Výroba z nestálých komplexních sloučenin india a síry, jako jsou například dithiokarbamáty (např. Et2InIIIS2CNEt2) byla prozkoumána jako metoda vhodná pro techniku chemické depozice z plynné fáze.